# キリスト連合教会
キリスト連合教会（英語: United Church of Christ）は、アメリカ合衆国オハイオ州のクリーブランドに本部を置く会衆派プロテスタントの教会である。現在はおおよそ100万人の教会員がいて、5千を超える集会所がある。

## 歴史
1957年、会衆派キリスト教会（Congregational Christian Churches、CCC）が福音改革派教会（Evangelical and Reformed Church、RCUS）と合併して成立した。アメリカ国内では、コネティカット州、メーン州、ヴァーモント州といったニュー・イングランド、およびそこから宣教を受けたハワイ州（カワイアハオ教会、モクアイカウア教会、ハイリ教会、ワイオラ教会など）に信徒が多い。

## 信条
カルヴァン派、若しくは長老派の流れを汲むが、ルター派からの影響もある。「ヨハネによる福音書」の第17章21節にある「全ての人を一つに」を教会のモットーとし、使徒信条、ニカイア信条、ハイデルベルク信仰問答、小教理問答、などを信条としている。
政治的には完全にリベラルの立場に立ち、LGBTの人権擁護、男女平等、人工妊娠中絶の容認の方針を打ち出している。また、イスラエルによるパレスチナ占領を非難している。これらの方針は保守派からは激しい反発を招いている。

## 著名な教会員
- パウル・ティリッヒ
- H・リチャード・ニーバー
- ラインホルド・ニーバー
- ウィリアム・スローン・コフィン - キリスト連合教会の牧師で、イラク戦争には熱烈に反対した。
- フレデリック・ハーツォグ - デューク大学の神学者。
- バラク・オバマ - 第44代アメリカ合衆国大統領